# Mycomya bifida
Mycomya bifida är en tvåvingeart som beskrevs av Freeman 1951. Mycomya bifida ingår i släktet Mycomya och familjen svampmyggor. Inga underarter finns listade i Catalogue of Life.